# 스펙테이터 (신문)

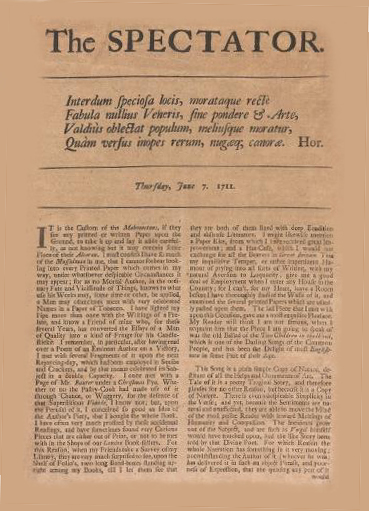
1711년 6월 7일자 스펙테이터

스펙테이터(The Spectator)는 1711년부터 1712년까지 발행된 영국의 일간 신문이며, 조지프 애디슨과 리처드 스틸에 의해 발행되었다. 애디슨의 사촌인 유스타스 버젤도 간행에 종사하고 있었다.